# Paul Pogba
Paul Labile Pogba (n. 15 martie 1993, Lagny-sur-Marne⁠(d), Île-de-France, Franța) este un fotbalist francez, care joacă pe post de mijlocaș la Monaco în Ligue 1. Pe plan internațional, are prezențe la națională pentru Franța U20⁠(d), Franța U16⁠(d), Franța U18⁠(d), Franța U19⁠(d), Franța U17⁠(d) și Franța.

## Carieră
Paul Pogba s-a transferat în 2012 la Juventus Torino cu care a câștigat titlul național în fiecare an. În august 2016, Pogba s-a întors la Manchester United după cel mai scump transfer, 105 milioane de euro, din istoria fotbalului la acea vreme. În șase ani, a câștigat Europa League și Cupa Ligii. La finalul contractului, francezul a revenit la Juventus Torino, în iulie 2022. În februarie 2024, el a fost suspendat patru ani pentru dopaj.
El a jucat pentru echipa națională a Franței și a devenit campion mondial în 2018.

## Palmares

### Club

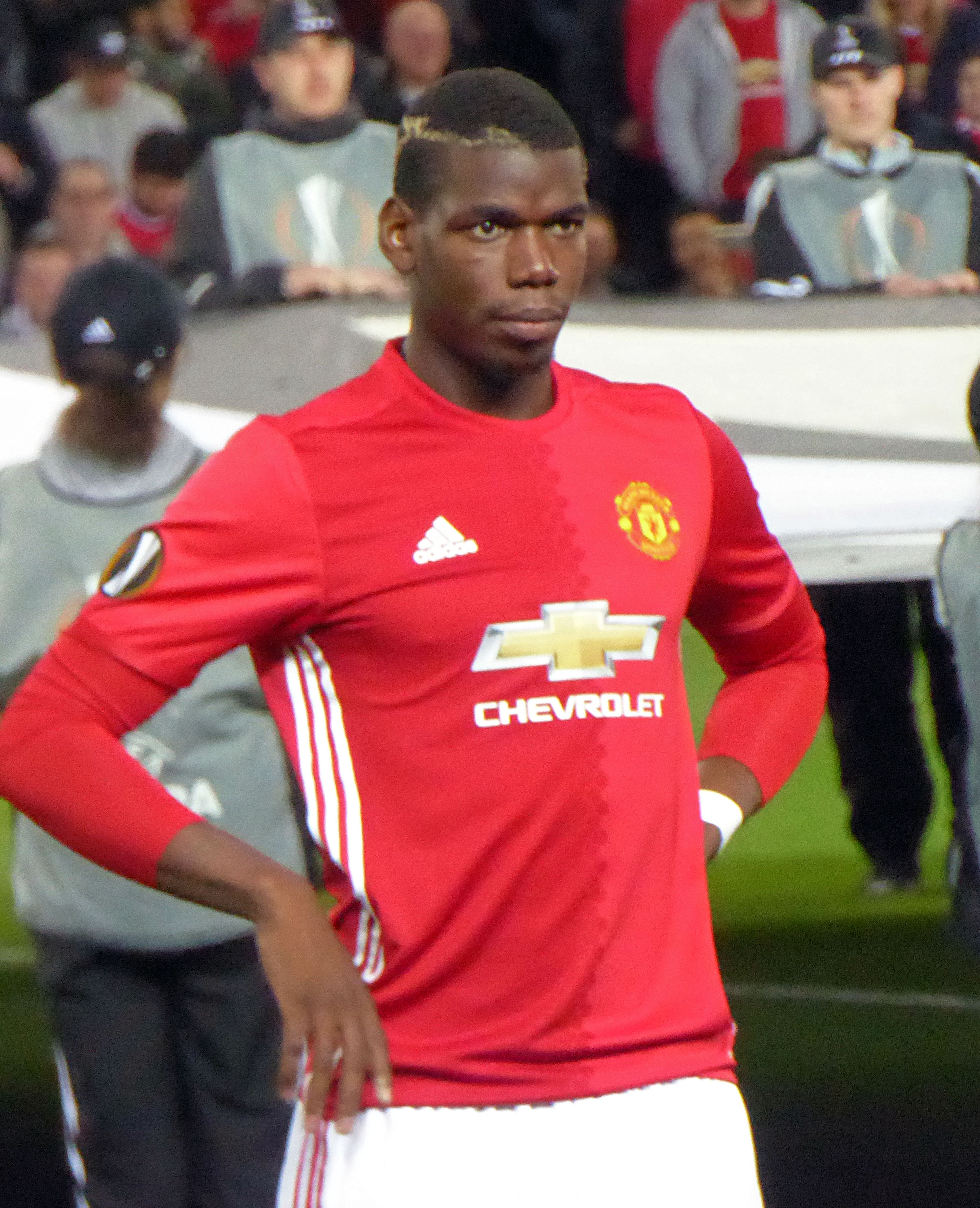
Pogba jucând pentru Manchester United în 2016

Juventus
- Serie A: 2012–13, 2013–14, 2014–15, 2015–16
- Coppa Italia: 2014–15, 2015–16
- Supercoppa Italiana: 2013, 2015

Finalist: 2014
- Liga Campionilor UEFA

Finalist: 2014–15
Manchester United
• Premier League: (1) 2010-2011
• FA Cup: Finalist: (1) 2018
• Football League Cup: (2) 2010, 2017
• FA Community Shield: (3) 2011, 2012, 2017
- UEFA Europa League: 2016-2017

### Echipa națională
Franța U-20
- Campionatul Mondial U-20 (1): 2013

Franța
- Campionatul European de Fotbal

Vicecampion: 2016

## Statistici

### Club
La 3 septembrie 2023.
| Club              | Sezon         | Ligă           | Ligă    | Ligă   | Cupă    | Cupă   | Cupa Ligii | Cupa Ligii | Europa  | Europa | Altele  | Altele | Total   | Total  |
| Club              | Sezon         | Divizie        | Meciuri | Goluri | Meciuri | Goluri | Meciuri    | Goluri     | Meciuri | Goluri | Meciuri | Goluri | Meciuri | Goluri |
| ----------------- | ------------- | -------------- | ------- | ------ | ------- | ------ | ---------- | ---------- | ------- | ------ | ------- | ------ | ------- | ------ |
| Manchester United | 2010–11       | Premier League | 0       | 0      | 0       | 0      | 0          | 0          | 0       | 0      | 0       | 0      | 0       | 0      |
| Manchester United | 2011–12       | Premier League | 3       | 0      | 0       | 0      | 3          | 0          | 1       | 0      | 0       | 0      | 7       | 0      |
| Manchester United | Total         | Total          | 3       | 0      | 0       | 0      | 3          | 0          | 1       | 0      | 0       | 0      | 7       | 0      |
| Juventus          | 2012–13       | Serie A        | 27      | 5      | 2       | 0      | —          | —          | 8       | 0      | 0       | 0      | 37      | 5      |
| Juventus          | 2013–14       | Serie A        | 36      | 7      | 0       | 0      | —          | —          | 14      | 1      | 1       | 1      | 51      | 9      |
| Juventus          | 2014–15       | Serie A        | 26      | 8      | 4       | 1      | —          | —          | 10      | 1      | 1       | 0      | 41      | 10     |
| Juventus          | 2015–16       | Serie A        | 35      | 8      | 5       | 1      | —          | —          | 8       | 1      | 1       | 0      | 49      | 10     |
| Juventus          | Total         | Total          | 124     | 28     | 11      | 2      | —          | —          | 40      | 3      | 3       | 1      | 178     | 34     |
| Manchester United | 2016–17       | Premier League | 30      | 5      | 2       | 0      | 4          | 1          | 15      | 3      | —       | —      | 51      | 9      |
| Manchester United | 2017–18       | Premier League | 27      | 6      | 3       | 0      | 1          | 0          | 5       | 0      | 1       | 0      | 37      | 6      |
| Manchester United | 2018–19       | Premier League | 35      | 13     | 3       | 1      | 0          | 0          | 9       | 2      | —       | —      | 47      | 16     |
| Manchester United | 2019–20       | Premier League | 16      | 1      | 2       | 0      | 1          | 0          | 3       | 0      | —       | —      | 22      | 1      |
| Manchester United | 2020–21       | Premier League | 26      | 3      | 2       | 0      | 3          | 1          | 11      | 2      | —       | —      | 42      | 6      |
| Manchester United | 2021–22       | Premier League | 20      | 1      | 1       | 0      | 0          | 0          | 6       | 0      | —       | —      | 27      | 1      |
| Manchester United | Total         | Total          | 154     | 29     | 13      | 1      | 9          | 2          | 49      | 7      | 1       | 0      | 226     | 39     |
| Juventus          | 2022–23       | Serie A        | 6       | 0      | 1       | 0      | —          | —          | 3       | 0      | —       | —      | 10      | 0      |
| Juventus          | 2023–24       | Serie A        | 2       | 0      | 0       | 0      | —          | —          | —       | —      | —       | —      | 2       | 0      |
| Juventus          | Total         | Total          | 8       | 0      | 1       | 0      | —          | —          | 3       | 0      | —       | —      | 12      | 0      |
| Total carieră     | Total carieră | Total carieră  | 289     | 57     | 25      | 3      | 12         | 2          | 93      | 10     | 4       | 1      | 423     | 73     |

1. ↑  Include Coppa Italia, FA Cup
2. ↑  Include EFL Cup
3. 1 2 3 4  Apariții în UEFA Europa League
4. 1 2 3 4 5 6  Apariții în Liga Campionilor UEFA
5. ↑  Șase apariții în Liga Campionilor UEFA, opt apariții și un gol în UEFA Europa League
6. 1 2 3  Apariție în Supercoppa Italiana
7. ↑  Apariție în Supercupa Europei UEFA
8. ↑  Cinci apariții în Liga Campionilor UEFA, șase apariții și două goluri în UEFA Europa League

## Legături externe
- Materiale media legate de Paul Pogba la Wikimedia Commons
- Paul Pogba la L'Équipe fr
- Paul Pogba pe site-ul FIFA (arhivat)
- Paul Pogba – pe site-ul UEFA